# Nowomiejski
Nowomiejski là một huyện thuộc tỉnh Warmińsko-Mazurskie của Ba Lan. Huyện có diện tích 694 km². Đến ngày 1 tháng 1 năm 2011, dân số của huyện là 43843 người và mật độ 63 người/km².